# 橋本元次
橋本 元次（はしもと げんじ、1965年10月7日 - ）は、日本の実業家・レーシングドライバー。アンプレックス・インターナショナルCEO。

## 実業家
マレーシア・クアラルンプールを拠点に置く多分野企業・アンプレックス・インターナショナルのCEO。マレーシアの他に、シンガポール、オーストラリア、香港に事務所を置いている。アンプレックスは、自動車、電気通信、情報技術など、さまざまな分野で事業を展開している。レーシングチーム「AMPREX MOTORSPORTS」のオーナー。
2022年現在、マレーシアにおけるロータックス・カートの販売代理店を運営し、ランカウイ島にあるモラック・アドベンチャー・パークの施設で使用されている。

## モータースポーツ

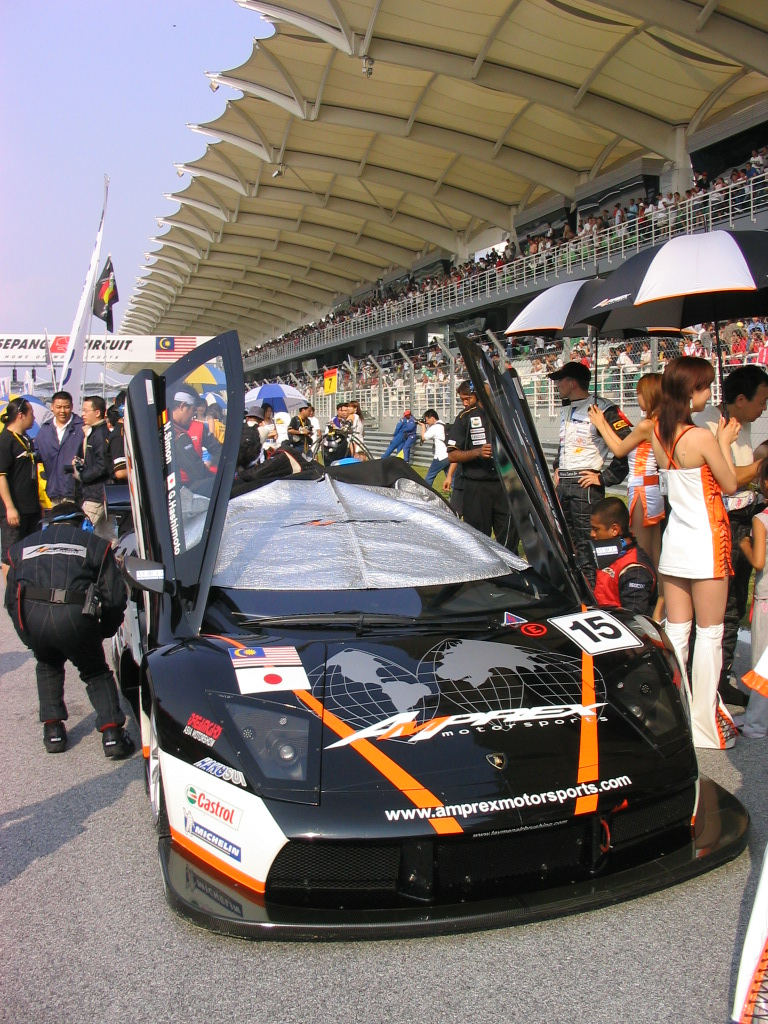
AMPREXムルシエラゴ R-GT（2004年）

1989年にZOOM Racingより全日本F3選手権に3戦出場。2002年には全日本GT選手権（現在のSUPER GT）よりBMW・M3 GTRを駆りGT300クラスに参戦。第5戦富士で9位入賞し、ランキング28位。2003年にもBMWから参戦したが、無得点。2004年にはランボルギーニ・ムルシエラゴにスイッチし、第3・4戦にGT500にスポット参戦。
2002年から2005年にかけてムルデカ・ミレニアム耐久レースに参戦。2005年にはロータス・エキシージを駆り、クラス優勝を果たしている。

## レース戦績

### 全日本GT選手権
| 年     | チーム             | コ.ドライバー      | 使用車両                     | タイヤ | クラス | 1       | 2      | 3       | 4      | 5       | 6      | 7       | 8      | 順位 | ポイント |
| ------ | ------------------ | ------------------ | ---------------------------- | ------ | ------ | ------- | ------ | ------- | ------ | ------- | ------ | ------- | ------ | ---- | -------- |
| 2002年 | AMPREX MOTORSPORTS | チャールズ・クワン | BMW・M3                      | BF     | GT300  | TAI Ret | FSW 19 | SUG Ret | SEP 12 | FSW 9   | TRM 11 | MIN Ret | SUZ 16 | 28位 | 2        |
| 2003年 | AMPREX MOTORSPORTS | チャールズ・クワン | BMW・M3                      | BF     | GT300  | TAI 14  | FSW 12 | SUG Ret | FSW 15 | FSW Ret | TRM 13 | AUT     | SUZ    | NC   | 0        |
| 2004年 | AMPREX MOTORSPORTS | ノーマン・サイモン | ランボルギーニ・ムルシエラゴ | M      | GT500  | TAI     | SUG    | SEP 12  | TK 15  | TRM     | MIN    | SUZ     |        | NC   | 0        |